# آکادمیک سرگئی واویلف
اکادمیک سرگئی واویلف (به انگلیسی: Akademik Sergey Vavilov) یک کشتی است که طول آن ۱۱۷٫۱۷ متر (۳۸۴ فوت ۵ اینچ) می‌باشد.